# Le Nouvel Appartement
Le Nouvel Appartement (La casa nova) est une pièce de théâtre en trois actes de Carlo Goldoni écrite en 1760 et jouée la même année à Venise.
L'action se déroule à Venise.